# Jens Georg Bachmann
Jens Georg Bachmann (* 25. Juni 1972 in Berlin) ist ein deutscher Dirigent und Intendant.

## Studium
Bachmann studierte von 1993 bis 1997 an der Hochschule für Musik „Hanns Eisler“ Berlin (HfM)  Dirigieren (bei Hans-Dieter Baum) und Violine (bei Gustav Schmahl) sowie an der Juilliard School in New York (1997 bis 1999) bei Otto-Werner Mueller. Er absolvierte außerdem ein Kulturmanagementstudium am Institut für Kultur und Medienmanagement der Hochschule für Musik und Theater Hamburg. 

## Künstlerische Laufbahn
Nach Abschluss des Dirigierstudiums in New York ernannte James Levine Bachmann zu seinem musikalischen Assistenten bei den Münchner Philharmonikern und später (2002) beim Verbier Festival Orchestra auf dem Schweizer Verbier Festival. Bachmann war außerdem Stellvertretender Chefdirigent des Fort Worth Symphony Orchestra (2001 bis 2003) und von 2003 bis 2004 Principal Conductor des Texas Chamber Orchestra. Bachmann wurde 2004 zum Assistant Conductor beim Boston Symphony Orchestra gewählt, mit dem er im Juli 2005 sein Debüt gab (Solist war Pinchas Zukerman). Als James Levine am 1. März 2006 in Boston einen Bühnenunfall erlitt, übernahm Bachmann mit großem Erfolg kurzfristig dessen verbleibende Abonnementskonzerte mit dem Boston Symphony Orchestra.
Im Januar 2007 dirigierte Bachmann mit Die Zauberflöte sein erfolgreiches Debüt an der Metropolitan Opera in New York und übernahm dort im Oktober 2007 das Dirigat von Lucia di Lammermoor sowie 2009 für Der Rosenkavalier. Zur Spielzeit 2007/2008 berief ihn Christoph von Dohnányi zu seinem musikalischen Assistenten beim NDR Elbphilharmonie Orchester (damals NDR Sinfonieorchester) in Hamburg, das Bachmann in verschiedenen Konzertreihen und Rundfunkaufnahmen leitete; Bachmann beendete seine Assistenz Mitte 2009. Von Sommer 2009 bis 2012 war Bachmann Music Director des Crested Butte Music Festivals in Colorado.
Konzertdirigate führten ihn neben dem Boston Symphony Orchestra (Juli 2005, Oktober 2005, März 2006, Juli 2007) unter anderem mehrfach zu den Hamburger Symphonikern (Oktober 2005, März 2006, Januar 2007, Juni 2008, Oktober 2021), dem NDR Sinfonieorchester/NDR Elbphilharmonie Orchester (Januar, Mai und Juli 2008, Februar 2009, Januar 2010), der NDR Radiophilharmonie Hannover (Juni 2013, Juli 2014, Mai 2016), dem Konzerthausorchester Berlin (Januar 1997, Februar 1998, Januar 2000), sowie zum Princeton Symphony Orchestra (November 2007), dem Gävle-Sinfonieorchester (Oktober 2010), Florida Orchestra (November 2010), dem ERT Radiosinfonieorchester in Athen (Mai 2018) und dem Thessaloniki City Symphony Orchestra (November 2018).
Opernaufführungen leitete Bachmann u. a. an der Komischen Oper Berlin (Offenbach), der Deutschen Oper am Rhein (Tschaikowsky), der Staatsoper Nürnberg (Werther und L’elisir d’amore), der Staatsoper Stuttgart (Die Zauberflöte und Der Freischütz), an dem Theater Aachen (Fidelio), der Metropolitan Opera (Die Zauberflöte; Lucia di Lammermoor; Der Rosenkavalier) und an der Königlich Schwedischen Nationaloper (Figaros Hochzeit).
Von 2017 bis 2020 war Bachmann Intendant und Chefdirigent des Cyprus Symphony Orchestra, dem Nationalen Sinfonieorchester der Republik Zypern. Hiermit übernahm er auch die musikalische Leitung der Opernaufführungen des Pafos Aphrodite Festival Cyprus in Paphos und des Kypria Festivals. Unter seiner künstlerischen und administrativen Leitung wurden die Publikumszahlen deutlich erhöht, das künstlerische Niveau des Orchesters erkennbar gesteigert, dessen Ansehen u. a. durch Kooperationen mit dem staatlichen Rundfunk (Cyprus Broadcasting Corporation) und durch Tourneen aufgewertet sowie neue Stellen im Orchester und in der Orchesterverwaltung geschaffen. Darüber hinaus bemühte sich Bachmann kulturell im geteilten Zypern um Völkerverständigung zwischen den griechisch- und türkischstämmigen zypriotischen Bevölkerungsgruppen mittels bi-kommunaler sowie u. a. auch für das UN-Flüchtlingshilfswerk/UNHCR mittels multinationaler Konzertprojekte.
Mit Beginn der Spielzeit 2021/22 wurde Bachmann zum Generalmusikdirektor des erzgebirgischen Eduard-von-Winterstein-Theaters und Chefdirigenten der Erzgebirgischen Philharmonie (Erzgebirgische Theater- und Orchester GmbH/ETO) ernannt, wo er insbesondere mit Ur- und Erstaufführungen von Werken verfemter Komponisten für nationale und internationale Aufmerksamkeit sorgte und wiederum durch seine künstlerische Ensemble-Entwicklungsarbeit (Orchester, Solistenensemble, Chor) auffiel. Im Oktober 2024 schrieb Die deutsche Bühne und die Freie Presse "Die...Erzgebirgische Philharmonie Aue unter ihrem GMD Bachmann ist eine Wucht." In seiner ersten Spielzeit erhielt Bachmann mit den von ihm geleiteten Ensembles der ETO einen Jahrespreis des Bayerischen Rundfunks 2021/22. Im Januar 2023 erlangte Bachmann internationale Presseaufmerksamkeit mit der dortigen Uraufführung von Daniel Behles erster Operette Hopfen und Malz; die Produktion wurde vom Fachmagazin concerti zur „Opern-Produktion des Monats“ gekürt. Im Dezember 2023 erhielt Bachmann mit den ETO-Ensembles einen weiteren Preis des Bayerischen Rundfunks für die Interpretation eines Werkes des verfemten Komponisten Hugo Hirsch.
Solisten, mit denen Bachmann zusammen auftrat, waren unter anderem die Violinisten und Violisten Pinchas Zukerman, Daniel Hope, Kolja Blacher und Nils Mönkemeyer, die Pianisten Leon Fleisher, Martin Helmchen, Cyprien Katsaris, Lauma Skride und Andrei Gavrilov, der Hornist Felix Klieser, die Vokalisten Renée Fleming, Daniel Behle  sowie Jonas Kaufmann, René Pape und der Cellist Sheku Kanneh-Mason, mit denen Bachmann u. a. die Weihnachtssendung des ZDF 2022 bestritt.
Regisseure, mit denen Bachmann u. a. zusammenarbeitete und deren Inszenierungen er dirigierte, waren Achim Freyer, Peter Konwitschny, Julie Taymor, Otto Schenk, Mary Zimmerman, Jasmin Solfaghari und Christian von Götz.

## Anderweitige künstlerische und pädagogische Tätigkeiten
Kammermusikalisch trat Bachmann auch pianistisch als Klavierbegleiter von Gesangs- und Instrumentalsolisten auf und betätigt sich mitunter schauspielerisch in selbstkonzipierten Musikvermittlungsprogrammen, wie z. B. für die Orchester des Norddeutschen Rundfunks und andere internationale Ensembles.
Lehraufträge und Gastkonzerte führen Bachmann seit der Saison 2011/12 an die New York University, Manhattan School of Music, die Musikhochschule Lübeck sowie seit 2015 regelmäßig an die State University of New York at Stony Brook, und die European University of Cyprus.
Im Frühjahr 2023 gab Bachmann im Auftrag des Forum Dirigieren des Deutschen Musikrats einen Meisterkurs für junge Dirigentinnen und Dirigenten mit der Erzgebirgischen Philharmonie im Kulturhaus Aue. Bachmann wirkt regelmäßig als Juror beim Forum Dirigieren.

## Auszeichnungen
- Jahrespreis des Bayerischen Rundfunks 2021/22 („Operetten-Frosch“)[60][61][62]
- „Opern-Produktion des Monats“ im Fachmagazin concerti (Ausgabe März 2023).[70]
- Monats-Preis des Bayerischen Rundfunks im Dezember 2023 („Operetten-Frosch“)[127]
- Förderpreis Dirigieren des Carl-Maria-von-Weber-Wettbewerbs München 1996

## Veröffentlichungen
- CD: Venus mit Musik von Lars Graugaard; DaCapo/Naxos[128][129]
- DVD: Der Reichste Mann der Welt von Ralph Benatzky; Rondeau Production[130][131]. Vom Bayerischen Rundfunk preisgekrönte Produktion.[132]
- Buch: Der Dirigent als Führungspersönlichkeit im Spannungsfeld zwischen Künstler und Manager. BoD – Verlag,[133] Norderstedt 2024, 2. Auflage; ISBN 9783769325324 (Print), ISBN 9783769345858 (E-Book).

- Rundfunk:
  - Einstündiges Radio-Feature des Mitteldeutschen Rundfunks (MDR) vom 25. November 2023, 11:00 Uhr[134][135]
  - Radio-Feature von WAMC in Massachusetts,[136] USA, vom 21. Juli 2005[137]
  - Radio-Feature von WGBH in Boston[138] vom 10. Oktober 2005[139]
  - Radio-Feature der Produktion Satanella im Musikjournal Deutschlandfunk vom 21. Oktober 2024[140]

- Essays: Programmheft-Texte anlässlich von Uraufführungen und Erstaufführungen zu Alberto Franchetti (Verismo, Komödie, Humanismus, Programmheft S. 8–9), Hugo Hirsch (Die Kunst der Operetten-Ohrwürmer, Programmheft S. 12) Erich Zeisl (Spätromantik und Berliner Operette, Programmheft S. 8), Ralph Benatzky (Ein Meister der Stile, Programmheft S. 16), Michael William Balfe (Die Unterschiedlichkeit der Tonsprache, Programmheft S. 15) am Eduard-von-Winterstein-Theater zwischen 2021 und 2024